# Mieczysław Wajnberg: Chamber Symphony No. 2, Op. 147; Chamber Symphony No. 4, Op. 153; Sinfonietta No. 2, Op. 74; Flute Concerto No. 2, Op. 148 bis
Mieczysław Wajnberg: Chamber Symphony No. 2, Op. 147; Chamber Symphony No. 4, Op. 153; Sinfonietta No. 2, Op. 74; Flute Concerto No. 2, Op. 148 bis albo krótko Mieczysław Wajnberg: Chamber Music – dwupłytowy album z  wybraną muzyką kameralną skomponowaną przez Mieczysława Wajnberga, w wykonaniu Orkiestry Kameralnej Polskiego Radia „Amadeus” pod batutą Anny Duczmal-Mróz, klarnecisty Kornela Wolaka i flecisty Łukasza Długosza. Płyta ukazała się 6 grudnia 2019 pod szyldem DUX Recording Producers (nr kat. DUX 1632/DUX 1633). Nominacja do Fryderyka 2020 w kategorii Album Roku Muzyka Koncertująca.

## Lista utworów

### CD1
| Wajnberg – 2019 | Wajnberg – 2019                                                                                            | Wajnberg – 2019 |
| Nr              | Tytuł utworu                                                                                               | Długość         |
| --------------- | --- | --------------- |
| 1.              | „Allegro molto” (II Symfonia kameralna na orkiestrę smyczkową i kotły op. 147 (1987))                      | 9:03            |
| 2.              | „Pesante moderato” (II Symfonia kameralna na orkiestrę smyczkową i kotły op. 147 (1987))                   | 4:51            |
| 3.              | „Andante sostenuto” (II Symfonia kameralna na orkiestrę smyczkową i kotły op. 147 (1987))                  | 10:15           |
| 4.              | „Lento” (IV Symfonia kameralna na orkiestrę smyczkową klarnet i trójkąt op. 153 (1992))                    | 10:12           |
| 5.              | „Allegro molto - Moderato” (IV Symfonia kameralna na orkiestrę smyczkową klarnet i trójkąt op. 153 (1992)) | 7:52            |
| 6.              | „Adagio - Meno mosso” (IV Symfonia kameralna na orkiestrę smyczkową klarnet i trójkąt op. 153 (1992))      | 10:29           |
| 7.              | „Andantino - Adagissimo” (IV Symfonia kameralna na orkiestrę smyczkową klarnet i trójkąt op. 153 (1992))   | 8:55            |
|                 | | 1:01:37         |

### CD2
| Wajnberg – 2019 | Wajnberg – 2019                                                                    | Wajnberg – 2019 |
| Nr              | Tytuł utworu                                                                       | Długość         |
| --------------- | ---------------------------------------------------------------------------------- | --------------- |
| 1.              | „Allegro” (II Sinfonietta na orkiestrę smyczkową i kotły op. 74 (1960))            | 4:10            |
| 2.              | „Allegretto” (II Sinfonietta na orkiestrę smyczkową i kotły op. 74 (1960))         | 5:23            |
| 3.              | „Adagio” (II Sinfonietta na orkiestrę smyczkową i kotły op. 74 (1960))             | 4:29            |
| 4.              | „Andantino” (II Sinfonietta na orkiestrę smyczkową i kotły op. 74 (1960))          | 5:09            |
| 5.              | „Allegro” (II Koncert fletowy na flet i orkiestrę smyczkową op. 148 bis (1987))    | 8:43            |
| 6.              | „Largo” (II Koncert fletowy na flet i orkiestrę smyczkową op. 148 bis (1987))      | 4:36            |
| 7.              | „Allegretto” (II Koncert fletowy na flet i orkiestrę smyczkową op. 148 bis (1987)) | 5:30            |
|                 |                                                                                    | 38:00           |

## Wykonawcy
- Orkiestra Kameralna Polskiego Radia Amadeus
- Anna Duczmal-Mróz - dyrygent
- Łukasz Długosz - flet
- Kornel Wolak - klarnet
- Beata Słomian - trójkąt
- Piotr Szulc - kotły